# Morozevitsj-Kortsjnoj, Calvià 2004
Tijdens de 36e Schaakolympiade in 2004, gehouden te Calvià (Spanje), speelden Aleksandr Morozevitsj en Viktor Kortsjnoj een schaakpartij van 13 zetten. Na afloop zat Kortsjnoi ruim een uur lang als vastgenageld aan zijn stoel de partij te bestuderen.
Morozevitsj – Kortsjnoi, gesloten Spaans, Anderssen-variant, ECO C-77
1.e4 e5 2.Pf3 Pc6 3.Lb5 a6 4.La4 Pf6 5.d3 b5 6.Lb3 Lc5 7.Pc3 d6 8.Pd5 Pg4 9.0-0 Pa5 10.Lg5 f6 11.Ld2 Pxb3 12.axb3 c6?? 13.La5 (diagram) 

Zwart geeft op. 
Na 13... Dd7 (gedwongen) volgt 14.Pc7†, zodat wit met deze paardvork minstens de kwaliteit wint; en als zwart het witte paard niet terugwint, heeft wit een volle toren gewonnen. Kortsjnojs zet 12... c6 kan daarom als een blunder beschouwd worden.